# Maevia atricapilla
Maevia atricapilla är en spindelart som först beskrevs av Carl Ludwig Doleschall 1859.  Maevia atricapilla ingår i släktet Maevia och familjen hoppspindlar. Inga underarter finns listade i Catalogue of Life.